# Groszkownik

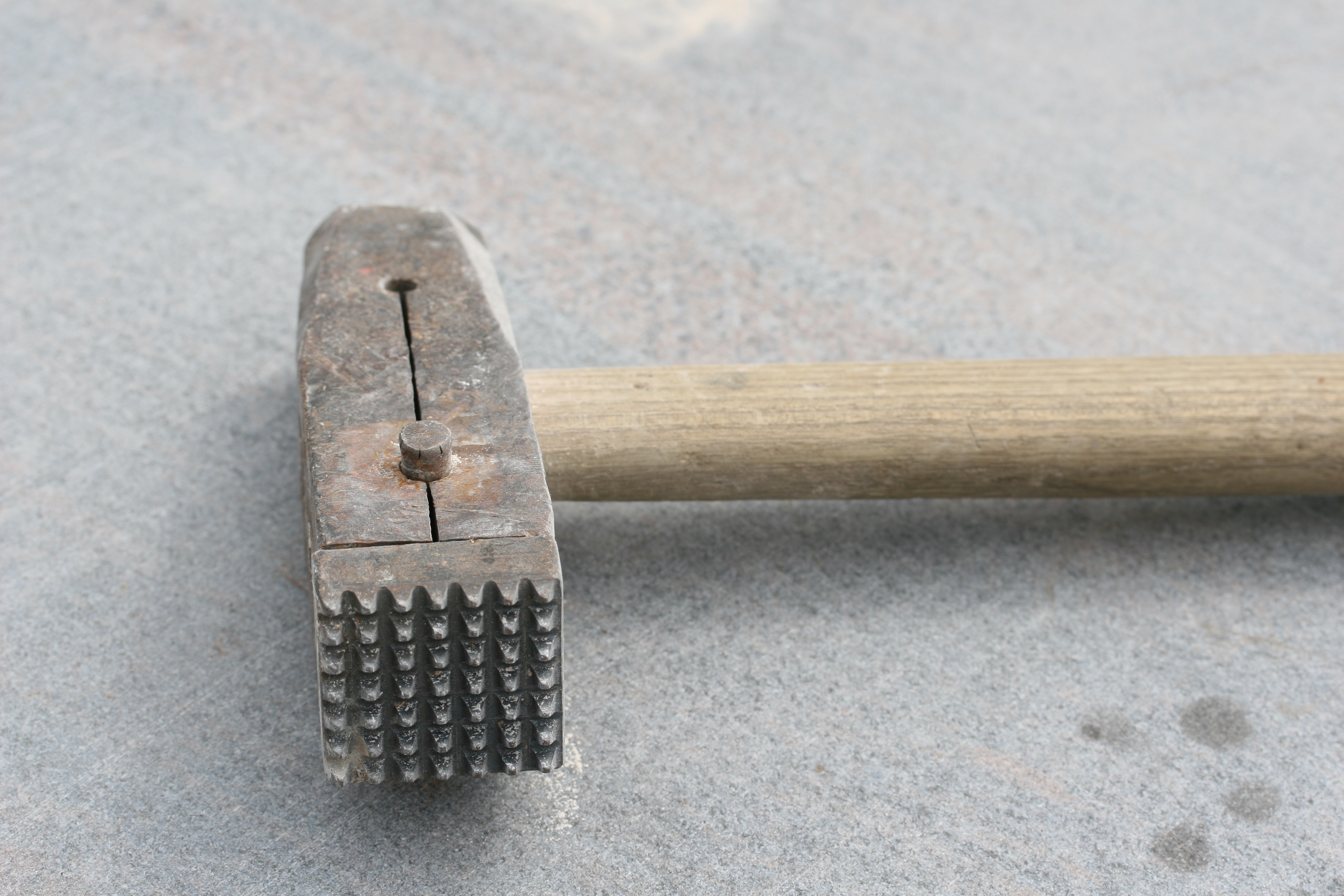
Młotek do groszkowania

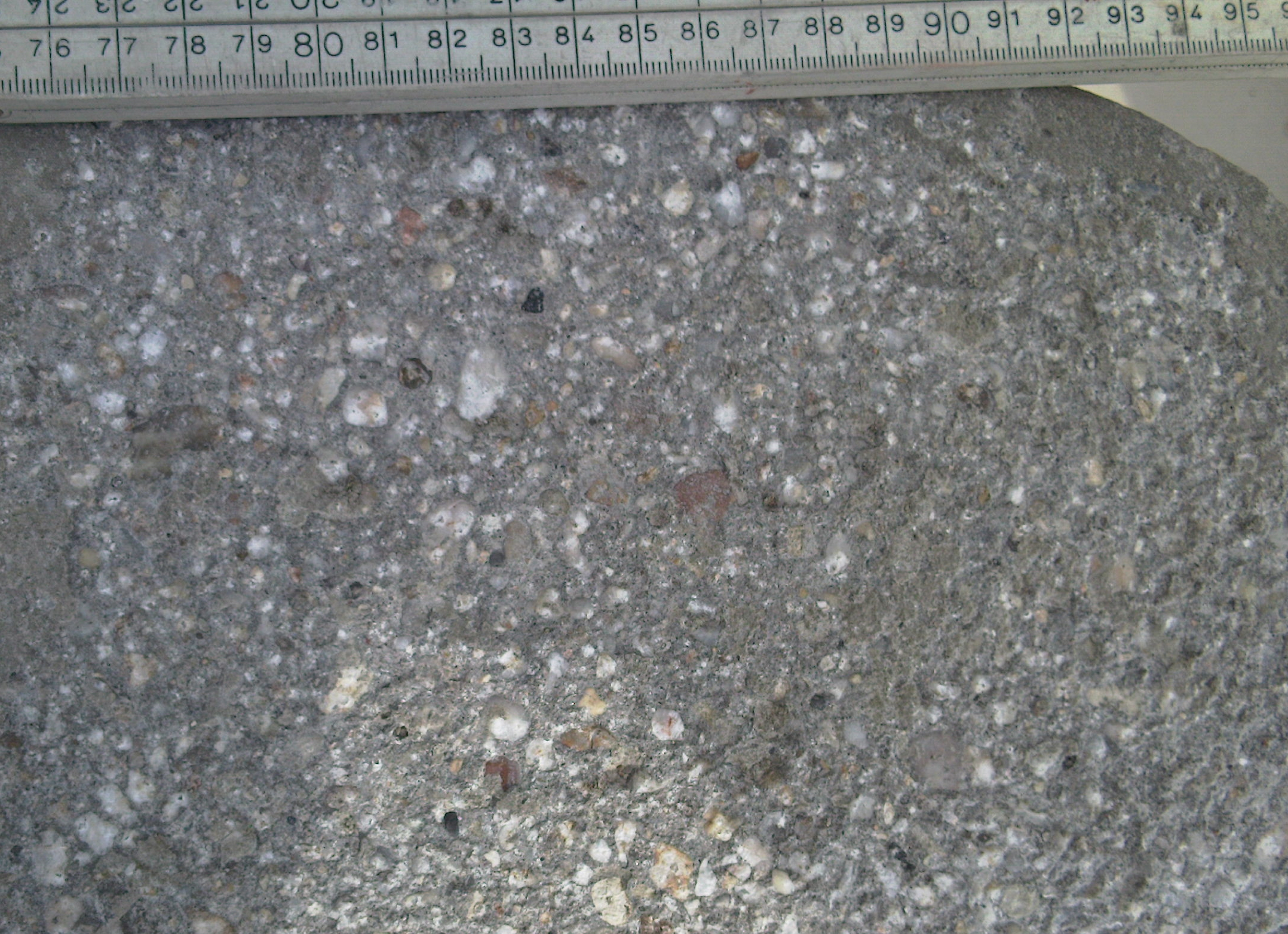
Powierzchnia kamienia po wygroszkowaniu

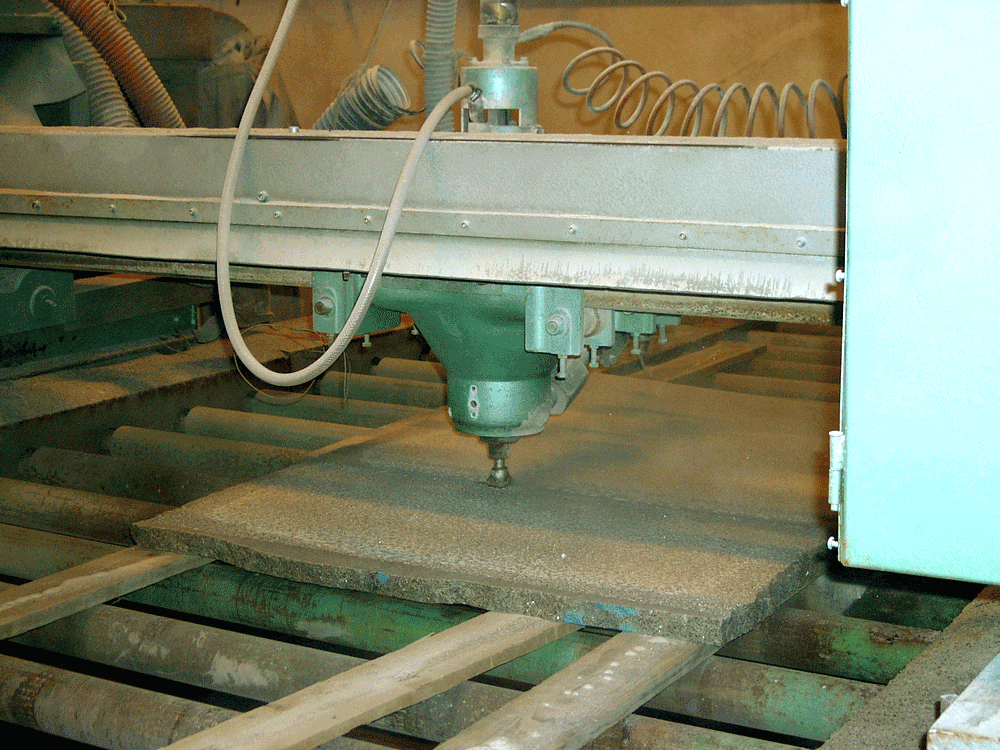
Maszyna służąca do groszkowania

Groszkownik – ręczne narzędzie kamieniarskie służące do nadawania faktury kamieniowi (faktura groszkowana). 
Może być wykonany w formie składanej (z wymiennymi końcówkami) bądź w formie jednolitej. Ponadto, stosuje się również same końcówki zakładane na młotki kamieniarskie oraz końcówki mocowane do automatycznej maszyny nadającej fakturę groszkowaną. Groszkowniki do „miękkich” skał (zwykle „miękkie” piaskowce) wykonywane są w nieco odmiennej formie – jako walce, gdyż obróbka płyt surowych polega na docisku, a nie udarze.